# Étienne Hubert (médecin)
Pour les articles homonymes, voir Hubert et Étienne Hubert (homonymie).
Étienne Hubert (1567 ou 68-1614) est un médecin, savant orientaliste arabisant, professeur et diplomate français.

## Biographie
Né à Orléans, il fit des études de médecine dans cette ville et à Paris (bachelier le 21 avril 1596) et s'intéressa à l'arabe pour avoir accès aux textes médicaux écrits dans cette langue : le prestige d'Avicenne liait alors la médecine et l'étude de la langue arabe[réf. souhaitée].
En 1598, Henri IV le missionna à Marrakech auprès du sultan Ahmed al-Mansour en remplacement d'Arnoult de Lisle, rappelé à Paris. De retour en France en 1600 (après un passage à Rome selon son épitaphe), il fut nommé professeur d'arabe au Collège royal. En 1602, il reçut également la charge de médecin ordinaire du roi (par quartier). Le 22 mai 1605, un brevet le dispensa de ce service afin qu'il pût, à compter de janvier 1606, se rendre en Espagne pour y rechercher des livres de médecine en langue arabe et « y discourir avec les Arabes qui estoient au royaume de Valence ». En septembre 1611, il s'offrit, avec Thomas van Erpe, comme intermédiaire pour l'ambassadeur marocain Ahmed ibn Qasim al-Hajari.
En 1613, il se démit de sa chaire de professeur d'arabe au Collège royal, où il fut remplacé peu après (à partir du 6 février 1615) par le Libanais Gabriel Sionite, arrivant de Rome avec l'ambassadeur Savary de Brèves. Il se retira à Orléans où il mourut le 20 juin 1614, âgé de quarante-sept ans, et fut enterré dans le cloître du monastère Saint-Samson dont son oncle était prieur. Son épitaphe en hébreu, arabe, grec et latin fut rédigée par ses anciens élèves. Ses connaissances en arabe furent estimées et exploitées par Isaac Casaubon, Joseph Juste Scaliger et Thomas van Erpe, et il leur avait rapporté des livres du Maroc. Pierre de L'Estoile s'étonne aussi de sa grande compétence en théologie.